# Dana Andrews
Carver Dana Andrews (* 1. Januar 1909 in Covington County, Mississippi; † 17. Dezember 1992 in Los Alamitos, Kalifornien) war ein US-amerikanischer Schauspieler, der in den 1940er-Jahren mit seinen Hauptrollen in den Filmklassikern Laura und Die besten Jahre unseres Lebens seine größten Erfolge feierte.

## Leben
Andrews wurde als eines von 13 Kindern eines Baptistenpfarrers geboren, ein Wirtschaftsstudium brach er 1929 wegen eines Jobs in einer Ölfirma ab. Im Jahr 1931 ging er nach Los Angeles, um dort eine Anstellung als Sänger zu finden. Um seinen Lebensunterhalt zu sichern, nahm er verschiedenste Anstellungen an. Einer seiner Arbeitgeber glaubte an Andrews’ Talent und finanzierte ihm Ausbildungen an der Oper und an einer Schauspielschule. 1940 erhielt Andrews seine erste Rolle in William Wylers Film Der Westerner an der Seite von Gary Cooper. In den nächsten drei Jahren konnte er sein Talent in Nebenrollen unter Beweis stellen. Als aufgrund des Zweiten Weltkriegs viele Schauspieler seines Alters ihren Kriegsdienst ableisteten, erhielt er auch die Chance auf Hauptrollen.
Andrews wurde daraufhin mit Heldenrollen betraut, vor allem in Krimis, Western und Kriegsfilmen. Seine Rolle in William A. Wellmans Western Ritt zum Ox-Bow (1943), in dem er als unschuldiger Familienvater das Opfer eines wütenden Lynchmobs wird, gilt als eine seiner bedeutendsten. Starruhm erlangte Andrews jedoch erst 1944 durch seine Darstellung des Kriminalpolizisten im Film-noir-Klassiker Laura neben Gene Tierney und 1946 in der Rolle eines Kriegsheimkehrers mit mageren Zukunftsaussichten in William Wylers Oscar-prämiertem Drama Die besten Jahre unseres Lebens. In den 1940er-Jahren spielte Andrews auch Soldaten in mehreren Kriegsfilmen wie Henry Hathaways Mission im Pazifik oder Lewis Milestones Landung in Salerno. 1950 drehte er mit Faustrecht der Großstadt einen weiteren Film-noir-Klassiker an der Seite von Gene Tierney. Dies war sein fünfter und letzter Film an der Seite der Schauspielerin. Neben dramatischen und actionreichen Stoffen sah man Andrews auch hin und wieder in Komödien und Musicals, etwa als romantischer Liebhaber im Musicalerfolg Jahrmarkt der Liebe aus dem Jahr 1945. 
In den 1950er-Jahren nahm Andrews’ Popularität allmählich ab. Im Jahr 1956 spielte er die Hauptrollen in den Thrillern Die Bestie und Jenseits allen Zweifels, den letzten beiden amerikanischen Filmen von Fritz Lang. In den Katastrophenfilmen 714 antwortet nicht (1957), SOS für Flug T 17 (1960) und Giganten am Himmel (1974) verkörperte er jeweils Piloten. Seine späteren Filme waren kommerziell nicht mehr erfolgreich; er erhielt überwiegend Engagements für B-Filme und flüchtete sich immer mehr in den Alkohol. Nach erfolgreichem Kampf gegen seine Alkoholsucht setzte er sich in den 1970er-Jahren für Kampagnen zur Suchtprävention ein. Bis Mitte der 1980er-Jahre spielte er noch einige Kinorollen, etwa in Elia Kazans starbesetzter letzter Regiearbeit Der letzte Tycoon, und absolvierte Gastauftritte in Serien wie Lieber Onkel Bill, Der Chef, Love Boat und Falcon Crest. Seine letzte Rolle hatte er 1985 in dem Kinofilm Prince Jack.
Neben der Schauspielerei investierte Andrews auch erfolgreich in Immobilien. Von 1963 bis 1965 amtierte er als Präsident der amerikanischen Schauspielergewerkschaft Screen Actors Guild und engagierte sich dort unter anderem gegen zu viel Nacktheit in Filmen.
Andrews’ jüngster Bruder war der Schauspieler Steve Forrest (1925–2013). Dana Andrews erkrankte an Alzheimer und starb 1992 im Alter von 83 Jahren an Herzversagen. Er hinterließ zwei Töchter und einen Sohn aus der Ehe mit seiner zweiten Frau Mary Todd. Seine erste Frau, die Schauspielerin Janet Murray, war 1935 bei der Geburt zusammen mit dem zweiten gemeinsamen Kind gestorben. Ihr 1933 geborener gemeinsamer Sohn war 1964 nach einer Gehirnblutung gestorben.

## Sonstiges
Im Eröffnungssong Science Fiction/Double Feature der The Rocky Horror Show wird Dana Andrews aufgrund der Bekanntheit seiner Rolle in Der Fluch des Dämonen erwähnt.

## Filmografie (Auswahl)
- 1940: Der Westerner (The Westerner)
- 1940: Lucky Cisco Kid
- 1940: Sailor’s Lady
- 1940: Rote Teufel um Kit Carson (Kit Carson)
- 1941: Tabakstraße (Tobacco Road)
- 1941: Belle Starr
- 1941: In den Sümpfen (Swamp Water)
- 1941: Die merkwürdige Zähmung der Gangsterbraut Sugarpuss (Ball of Fire)
- 1942: Berlin Correspondent
- 1943: Crash Dive
- 1943: Ritt zum Ox-Bow (The Ox-Bow Incident)
- 1943: The North Star
- 1943: Der 7. Dezember (December 7th)
- 1944: Up in Arms
- 1944: The Purple Heart
- 1944: Mission im Pazifik (Wing and a Prayer)
- 1944: Laura
- 1945: Jahrmarkt der Liebe (State Fair)
- 1945: Mord in der Hochzeitsnacht (Fallen Angel)
- 1945: Landung in Salerno (A Walk in the Sun)
- 1946: Feuer am Horizont (Canyon Passage)
- 1946: Die besten Jahre unseres Lebens (The Best Years of Our Lives)
- 1947: Bumerang (Boomerang!)
- 1947: Night Song
- 1947: Daisy Kenyon
- 1948: The Iron Curtain
- 1948: Deep Waters
- 1948: Eine Frau zuviel (No Minor Vices)
- 1949: Britannia Mews
- 1949: Schwert in der Wüste (Sword in the Desert)
- 1949: Angst vor der Schande (My Foolish Heart)
- 1950: Faustrecht der Großstadt (Where the Sidewalk Ends)
- 1950: Auf des Schicksals Schneide (Edge of Doom)
- 1951: Sealed Cargo
- 1951: Froschmänner (The Frogmen)
- 1951: Im Sturm der Zeit (I Want You)
- 1952: Budapest antwortet nicht (Assignment – Paris!)
- 1954: Elefantenpfad (Elephant Walk)
- 1954: Duell im Dschungel (Duel in the Jungle)
- 1954: Drei Stunden Zeit (Three Hours to Kill)
- 1955: Rauchsignale (Smoke Signal)
- 1955: Aus dem Leben einer Ärztin (Strange Lady in Town)
- 1956: Um jeden Preis (Comanche)
- 1956: Die Bestie (While the City Sleeps)
- 1956: Jenseits allen Zweifels (Beyond a Reasonable Doubt)
- 1957: Spring Reunion
- 1957: 714 antwortet nicht (Zero Hour!)
- 1957: Der Fluch des Dämonen (The Night of the Demon)
- 1958: Die Angstmacher (The Fearmakers)
- 1958: Enchanted Island
- 1960: SOS für Flug T 17 (The Crowded Sky)
- 1962: Madison Avenue
- 1965: Geheimagent Barrett greift ein (The Satan Bug)
- 1965: Erster Sieg (In Harm’s Way)
- 1965: Ein Riß in der Welt (Crack in the World)
- 1965: Das teuflische Spiel (Brainstorm)
- 1965: Revolver diskutieren nicht (Town Tamer)
- 1965: Das verräterische Auge (Berlino – Appuntamento per le spie)
- 1965: Tod in Hollywood (The Loved One)
- 1965: Die letzte Schlacht (Battle of the Bulge)
- 1966: Die Milliarden-Supermasche (Supercolpo da 7 miliardi)
- 1966: Sheriff Johnny Reno (Johnny Reno)
- 1967: Hot Rods to Hell
- 1967: Die Cobra (Il cobra)
- 1967: I diamanti che nessuno voleva rubare
- 1967: Die Eingefrorenen (The Frozen Dead)
- 1968: Die Teufelsbrigade (The Devil’s Brigade)
- 1972: Wer zuletzt lebt, lebt am besten (Innocent Bystanders)
- 1974: Giganten am Himmel (Airport 1975)
- 1975: Einen vor den Latz geknallt (La parola di un fuorilegge … è legge!)
- 1976: Der letzte Tycoon (The Last Tycoon)
- 1978: A Tree, a Rock, a Cloud (Kurzfilm)
- 1978: Black Fighter (Good Guys Wear Black)
- 1978: Die Colson Affäre (Born Again)
- 1980: Der Pilot (The Pilot)
- 1985: Prince Jack